# هنری مور (فیلسوف)
هنری مور (انگلیسی: Henry More; ۱۲ اکتبر ۱۶۱۴ – ۱ سپتامبر ۱۶۸۷) فیلسوف اهل پادشاهی انگلستان بود.
وی همچنین برندهٔ جوایزی همچون همکار انجمن سلطنتی شده‌است.